# شركة شرق إفريقيا الألمانية
شركة ساهمت باحتلال شرق أفريقيا وتبع ذلك اتفاق بريطاني ألماني على تقسيم المنطقة بينهما إلى منطقتي نفوذ بريطانية وألمانية. فقد بدأ الاستعمار الألمانى في سنة 1884 بمعاهدات كارل بيترز وصدور مرسوم الحماية الألمانية في 17 فبراير 1885، وانتهى بانتهاء الحرب العالمية الأولى وإعلان الهدنة في نوفمبر 1918

## العوامل التي ساعدت على التوسع
قامت مجموعة من العوامل بدور في إقناع المستشار الألماني «بسمارك» والحكومة الألمانية بالدخول في السباق الاستعماري، وإنشاء مستعمرات ألمانية في أفريقيا من أبرز تلك العوامل، الوحدة الألمانية التي تمت في العام 1870م وضغط التجار ورجال الإرساليات الدينية ورجال الصحافة والرأي العام الألماني على الحكومة الألمانية للتحرك بهدف حماية المصالح الألمانية وإيجاد مناطق نفوذ لألمانيا في أفريقيا، وتعد مؤسسة «اوزفالت» 1844م من المؤسسات التجارية الألمانية السباقة في المنطقة وتم افتتاح فرع لها في زنجبار في العام 1849م كما برز عدد من رجال الإرساليات الألمان، وكان من بينهم «كرابف» 1844م و«ريبمان» 1846 .
كذلك أسست عدة جمعيات ألمانية تدعو إلى ما عرف بسياسة الاندفاع نحو الشرق، ولعل من أهمها: «الجمعية الألمانية للدراسات الأفريقية» التي تأسست في العام 1878م، وأسهمت في إنشاء كثير من المراكز في المنطقة الواقعة بين «باغامويوا» و«بحيرة تنجانيقا». كما عينت ألمانيا «غيرهارد وولفر» قنصلا عاما لها في زنجبار في العام 1885م وكان وولفر من الرحالة الألمان المشهورين والمتحمسين للتوسع الاستعماري الألماني في القارة الأفريقية كما أُسست «الجمعية الألمانية للاستعمار على يد مجموعة من رجال الأعمال الألمان وترأسها كارل بيترز في مارس 1884م وكان لها دور فعال ومميز في توجيه الأنظار ناحية شرق أفريقيا ومن ثم استعمارها.

## قيام الثورات
قامت عدة ثورات ضد المحتل أبرزها:
- ثورة الشيخ (بشير الحارثي) في شرق أفريقيا 1888 - 1889[5]
- ثورة الماجي ماجي[6]

## الهوامش
1. 1 2 3  وصلة مرجع: https://www.aktiensammler.de/br/archiv_branchen_detail.asp?AREA=1&ID=157647&NS=1.
2. ↑  باسم: Indisch-Afrikaansche Compagnie N.V.. مذكور في: أرشيف صحافة القرن العشرين. مُعرِّف مُجلَّد في أرشيف صحافة القرن العشرين (PM20): co/060107. الوصول: 1 يوليو 2021.
3. ↑  الاستعمار الألمانى في شرق أفريقيا - مؤلفات عربية[وصلة مكسورة]
4. ↑  صفحات مجهولة من الساحل ثورة العرب في شرق أفريقيا [وصلة مكسورة] نسخة محفوظة 10 أغسطس 2014 على موقع واي باك مشين.
5. ↑  ثورة الشيخ (بشير الحارثي) في شرق أفريقيا 1888 - 1889 نسخة محفوظة 14 أبريل 2020 على موقع واي باك مشين.
6. ↑  المحاضرة العاشرة: موقف المواطنين من المستعمرين الألمان : [وصلة مكسورة] نسخة محفوظة 11 مايو 2020 على موقع واي باك مشين.